# هدى ومعالي الوزير (فلم)
هدى ومعالي الوزير، فيلم مصري من إنتاج سنة 1995، أنتجه محمد البدوي. أفلام رمسيس للإنتاج والتوزيع السينمائي، قصة نبيل خالد وإخراج سعيد مرزوق.

## قصة الفيلم
قصه حقيقية واقعية يحكي الفيلم عن هدى (نبيلة عبيد) البنت الفقيرة والتي تعيش في أحد الأحياء الشعبية في القاهرة، إلا أن الفرصة تأتيها للزواج من أحد المليونيرات العرب لترجع إلى مصر وهي محملة بالملايين. تبدأ في الشروع بتأسيس شركة مقاولات لبناء المساكن الشعبية. ولأنها تريد الطريق الأقصر للشهرة، فهي تعرف كيف الوصول إليه. فتجمع عدداً من أفراد أسرتها الذين يعيشون حياة الصعلكة والنصب والاحتيال، وتغير من هيئاتهم وهندامهم وتلبسهم أفضل الملابس وتشركهم معها في الشركة لحمايتها من الطامعين فيها.
تبحث عن مجموعة من الفتيات الجميلات وتلبسهم على الموضة ليعملن في السكرتارية وليكنن عوناً لها في تسيير أمورها الرسمية مع المسؤلين في الدولة. تبدأ في البحث عن معلومات دقيقة عن شخصيات معروفة، تعرف مسبقاً بأنها ستستفيد منها كثيراً. الشخصية الأولى هو أحمد بيه (يوسف شعبان) محامي معروف وعضو مجلس الشعب وله اتصالات قوية مع الكثير من الشخصيات المهمة في الدولة. في حفل افتتاح الشركة تتعرف هدى على أغلب الشخصيات المرموقة في البلد، وذلك بفضل أحمد بيه. هنا يصبح كل شيء واضح للمتفرج، وهو أن هدى أسست هذه الشركة لتقوم على الغش والتزوير. تبدأ الإعلان عن شركتها في الصحف والمجلات، أما في التليفزيون فيكون الإعلان على صورة لقاء تليفزيوني مع هدى تبين فيه المميزات المغرية التي ستمنحها للمواطن الذي سيستأجر شقة في مشروعاتها الإسكانية.
من الطبيعي أن يصدق هذا المواطن البسيط كلام سيدة الأعمال هدى خصوصاً بأنها تتحدث من جهاز حكومي خطير كالتليفزيون. أما بالنسبة لزوجها الذي تركته في بلده، فهو يفكر في الهروب من بلده وطلب اللجوء السياسي في مصر، خصوصاً بأن العلاقات الدبلوماسية بين البلدين مقطوعة. وهو يعتقد بأنه بهذا الأمر سيكون قريباً من زوجته هدى، إلا أنها تعرف بأنه سيتعبها كثيراً إذا أصبح بقربها في مصر، فتدبر للتخلص منه، وذلك بالتبليغ عنه لدى حكومته. بعد عودتها إلى مصر تطلب الطلاق من المحكمة التي تطلقها غيابياً بسبب سجن زوجها في بلده. بعد أن تستقر إمبراطورية هدى، تظهر الصحفية أماني (تهاني راشد) لتنبش في دفاتر هدى وشركتها لتكشف النصب والتزوير الذي قامت عليه هذه الشركة، وتنشره في الصحيفة. وبالرغم من أن هدى تستخدم كل الطرق الشرعية وغير الشرعية، إلا أن المحكمة تحكم لصالح الصحفية أماني لحوزتها على كافة الأدلة والمستندات التي تدين هدى وشركتها. فنرى كيف تنهار الشركة بنفس السرعة التي قامت بها. أما سيدة الأعمال هدى، فهي تهرب إلى الخارج بمساعدة سعادة الوزير أحمد بيه، وتنجو من القضاء.
هذه هي أحداث الفيلم التي نرى بأنها تشكل تحذيراً واضحاً لقدرة الجهاز الإعلامي، وبالأخص التليفزيون، على التأثير في المتفرج مباشرة. لذلك يجب التأكد من أي خبر أو إعلان أو حتى معلومة صغيرة قبل بثها على المتفرج. هذه هي الفكرة الرئيسية التي نستخلصها من الفيلم. وهي معلومة إيجابية صغيرة،

## إنتاج الفيلم
الفيلم مأخوذ عن قصة حقيقة لسيدة أعمال تدعى هدى عبد المنعم، واستطاعت الخروج من مصر عام 1987، رغم أنها ممنوعة من السفر، ثم عادت بعد إلى بلدها عام 2009.

## وصلات خارجية
- مقالات تستعمل روابط فنية بلا صلة مع ويكي بيانات